# L'uomo che uccise Hitler e poi il Bigfoot
L'uomo che uccise Hitler e poi il Bigfoot (The Man Who Killed Hitler and Then the Bigfoot) è un film del 2018 scritto e diretto da Robert D. Krzykowski, con protagonisti Sam Elliott, Aidan Turner, Caitlin FitzGerald, Ron Livingston e Larry Miller.

## Trama
1987: Calvin Barr è un veterano della seconda guerra mondiale che durante il conflitto è riuscito ad uccidere il dittatore Adolf Hitler, ma che è stato costretto a mantenere segreta questa informazione. Ormai anziano, vive tra i flashback della guerra, il rimorso di aver ucciso un uomo, seppure da lui giudicato un mostro, e il ricordo di un amore perduto. Un giorno viene contattato dall'FBI e dalla Royal Canadian Mounted Police che gli chiedono di andare in missione nell'America del Nord, per cacciare e uccidere una creatura leggendaria: il bigfoot, portatore di una misteriosa malattia che ha già decimato le forme di vita locali e che, se dovesse diffondersi su larga scala, potrebbe segnare l'estinzione dell'umanità; l'essere si muove all'interno di un'area circoscritta, detta "zona morta" e, se Calvin dovesse fallire, il governo statunitense sarebbe pronto a sganciare un ordigno nucleare per spazzare via ogni minaccia. Unica persona al mondo in grado di affrontare una simile impresa, in Calvin si scatena uno straziante conflitto interiore, in quanto aveva giurato di non uccidere mai più.

## Produzione
Le riprese del film si sono svolte tra l'agosto e il settembre 2017 in Massachusetts, principalmente a Turners Falls e Greenfield.

## Promozione
Il trailer ufficiale del film è stato distribuito online il 16 gennaio 2019.

## Distribuzione
Il film è stato presentato in anteprima mondiale a Montréal in Canada al Fantasia International Film Festival il 20 luglio 2018, ed è stato successivamente distribuito nelle sale statunitensi a partire dall'8 febbraio 2019.